# رون شومان
رون شومان (بالإنجليزية: Ron Shuman)‏ هو مهندس أمريكي، ولد في 15 سبتمبر 1952.